# Saison 2016 de l'équipe cycliste Madison Genesis
La saison 2016 de l'équipe cycliste Madison Genesis est la quatrième de cette équipe.

## Préparation de la saison 2016

### Arrivées et départs
| Arrivées        | Équipe 2015      |
| --------------- | ---------------- |
| Alexandre Blain | Marseille 13 KTM |
| Felix English   | JLT Condor       |
| Taylor Gunman   | Avanti Racing    |
| Gruffudd Lewis  | Pedal Heaven     |

| Départs          | Équipe 2016         |
| ---------------- | ------------------- |
| Liam Holohan     | Wiggins             |
| Martyn Irvine    |                     |
| Dominic Jelfs    |                     |
| James McLaughlin |                     |
| Mark McNally     | Wanty-Groupe Gobert |
| Thomas Scully    | Drapac              |

## Coureurs et encadrement technique

### Effectif
| Cycliste        | Date de naissance | Nationalité      | Équipe 2015      |  |
| --------------- | ----------------- | ---------------- | ---------------- |  |
| Alexandre Blain | 7 mars 1981       | France           | Marseille 13 KTM |  |
| Matt Cronshaw   | 30 décembre 1988  | Royaume-Uni      | Madison Genesis  |  |
| Felix English   | 11 octobre 1992   | Irlande          | JLT Condor       |  |
| Joe Evans       | 2 décembre 1996   | Royaume-Uni      | Madison Genesis  |  |
| Taylor Gunman   | 14 mars 1991      | Nouvelle-Zélande | Avanti Racing    |  |
| Matthew Holmes  | 8 décembre 1993   | Royaume-Uni      | Madison Genesis  |  |
| Tobyn Horton    | 7 octobre 1986    | Royaume-Uni      | Madison Genesis  |  |
| Gruffudd Lewis  | 11 novembre 1987  | Royaume-Uni      | Pedal Heaven     |  |
| Michael Northey | 24 mars 1987      | Nouvelle-Zélande | Madison Genesis  |  |
| Tristan Robbins | 26 mai 1996       | Royaume-Uni      | Madison Genesis  |  |
| Erick Rowsell   | 29 juillet 1990   | Royaume-Uni      | Madison Genesis  |  |
| Thomas Stewart  | 9 janvier 1990    | Royaume-Uni      | Madison Genesis  |  |

## Bilan de la saison

### Victoires
| Date | Course | Pays | Classe | Vainqueur |
| ---- | ------ | ---- | ------ | --------- |